# Щербак, Фёдор Алексеевич
Щербак Федор Алексеевич (7 ноября 1918 — 29 мая 1998) — советский военачальник, контрразведчик, генерал-лейтенант.

## Биография

### Великая Отечественная война
Службу начал в военной контрразведке с 1941 г. : оперуполномоченный, затем старший оперуполномоченный 2-го отдела Управления особых отделов НКВД, в 1943—1944 г. — в УКР СМЕРШ НК ВМФ СССР.
Судя по факту ношения нагрудного знака — выпускник Академии Генерального штаба.

### В центральном аппарате органов контрразведки
Затем занимал должности:
— Заместитель начальника отдела 2-го Управления (с 1946 г. — Главного управления) НКГБ — МГБ СССР (1944—1952 г.);
— Начальник 3-го отдела 2-го Главного управления МГБ СССР (25 ноября 1952 — 17 марта 1953 г.);
— Начальник 4-го отдела 1-го Главного управления МВД СССР (17 марта — 14 мая 1953 г.);
— Заместитель начальника отдела 1-го Главного управления МВД СССР (1953—1954 г.);
— Заместитель начальника отдела 2-го Главного управления КГБ при СМ СССР (1954 — … г.);
— Начальник 5-го отдела 2-го Главного управления КГБ при СМ СССР (… — 1955 г.);
— Заместитель начальника 2-го Главного управления КГБ при СМ СССР (1955—1963 г.);
— Заместитель начальника 2-го Главного управления КГБ при СМ СССР — начальник Службы № 1 (1963 г.); Организация контрразведывательной работы и контроля за деятельностью 2-х управлений — отделов местных органов КГБ. Служба № 1 была создана приказом КГБ № 0029 от 5 февраля 1963 г. на базе 8-го, 10-го и 11-го отделов ВГУ. Предположительно, в 1967 г. часть направлений Службы была обращена на формирование 5-го Управления КГБ при СМ СССР.
— 1-й заместитель начальника 2-го Главного управления КГБ при СМ СССР (1963—1968 г.);
— Заместитель начальника Высшей Краснознаменной школы КГБ им. Ф. Э. Дзержинского Гришина П. Г. (1968—1970 г.);
— 1-й заместитель начальника 2-го Главного управления КГБ при СМ СССР (1970 — ноябрь 1982 г.);
Должности первых заместителей начальников Второго главного управления занимали Ф. А. Щербак, заслуженно именовавшийся «патриархом» и «ходячей энциклопедией» советской контрразведки, и мудрый, и дальновидный В. К. Бояров. Оба они способные организаторы, прошедшие чекистскую школу, что называется, от «А» до «Я». Мне повезло, что у меня были такие кураторы — Бояров в период, когда я возглавлял английский отдел, а Щербак — после моего перевода в американский. Последний отличался волевым, решительным характером, порой бывал чересчур категоричным, но всегда прислушивался к мнению подчиненных ему по службе сотрудников.
Мемуары Рэма Красильникова, генерал-майора КГБ СССР.

### Во главе 6 управления КГБ СССР
Начальник 6-го Управления КГБ СССР («Контрразведывательное обеспечение экономики») в период с ноября 1982 по апрель 1989 г. Оно было создано 25 октября 1982 г. на базе Управления «П» 2-го Главного управления КГБ СССР.
1-е заместители начальника: Хапаев В. А. (… — 1986 г.), генерал-майор; Прилуков В. М. (апрель 1986 — май 1987 г.), генерал-майор; Шам Н. А. (март 1989 — сентябрь 1991 г.), полковник, с 16 августа 1989 г. — генерал-майор.
Работники 6-го Управления разоблачили не один десяток агентов западных разведок. В их числе работник авиационной промышленности Петров, сотрудник компании Аэрофлот Каноян, представитель Минхимпрома Московцев, научный сотрудник Бумейстер, работник Внешторгбанка Крючков, сотрудник Минрадиопрома Толкачев и другие.
После выхода Ф. А. Щербака на пенсию в 1989 году 6-е управление КГБ СССР возглавил генерал-майор Николай Андреевич Савенков.

### Расследование причин аварии на ЧАЭС
Ещё до катастрофы в 1983—1985 годах на Чернобыльской АЭС произошло шесть менее масштабных аварий и 63 отказа. В ходе оперативной работы органами КГБ вскрывались факты брака строительно-монтажных работ, поставок бракованного оборудования, нарушения технологических норм и требований радиационной безопасности. Руководство информировалось о выявленных пробелах в обеспечении радиационной безопасности для принятия мер. Например, 6-е управление КГБ СССР (руководители Ф. Щербак и В. Прилуков) до Чернобыльской аварии направило в Политбюро ЦК КПСС свыше 40 аналитических записок об угрожающих ситуациях на действующих АЭС.
Возглавлял оперативно-следственную группу КГБ, которая расследовала обстоятельства аварии на Чернобыльской АЭС. После получения первых же известий о аварии Ф. А. Щербак 27 апреля 1986 года вылетел на место событий, возглавив оперативно-следственную группу. Посменно на ЧАЭС прибывали Хапаев В. А., Кузнецов Г. В., Прилуков В. М., Поделякин В. А., Малых М. Ф., Шам Н. А. и многие другие чекисты. Все они приобрели уникальный опыт ликвидации последствий подобных аварий и все при этом получили повышенные дозы облучения. Ни один из них не попытался облегчить исполнение своих служебных обязанностей, в обстоятельствах опасных для здоровья и жизни. Основное внимание уделялось выяснению наличия диверсии или её отсутствия.
Член Коллегии КГБ (ноябрь 1982 — апрель 1989 г.). Почетный сотрудник органов госбезопасности.

### На пенсии
С 1989 года — на пенсии, несколько лет возглавлял Московский общественный клуб ветеранов контрразведки. Умер в Москве в 1998 году, похоронен на Кунцевском кладбище.